# Scaphiopodidae
Los sapos pata de pala (Scaphiopodidae) son un clado de anfibios anuros nativos de Estados Unidos, sur de Canadá y México. Está representado por 7 especies repartidas en 2 géneros. Habitan en desiertos, pasando la mayor parte del tiempo bajo tierra hasta la estación lluviosa. Los renacuajos en esta familia presentan un desarrollo particularmente rápido. Antiguamente eran clasificados dentro de Pelobatidae. 

## Especies
Se reconocen las siguientes:
- Scaphiopus Holbrook, 1836
  - Scaphiopus couchii Baird, 1854
  - Scaphiopus holbrookii (Harlan, 1835)
  - Scaphiopus hurterii Strecker, 1910
- Spea Cope, 1866
  - Spea bombifrons (Cope, 1863)
  - Spea hammondii (Baird, 1859)
  - Spea intermontana (Cope, 1883)
  - Spea multiplicata (Cope, 1863)

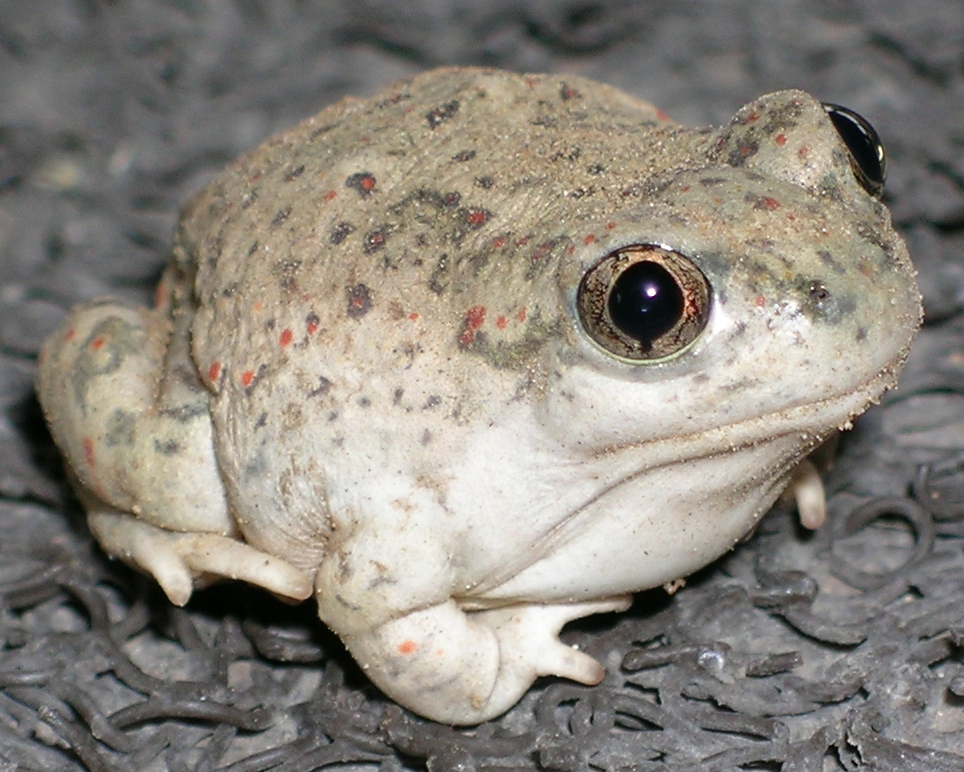
Spea multiplicata
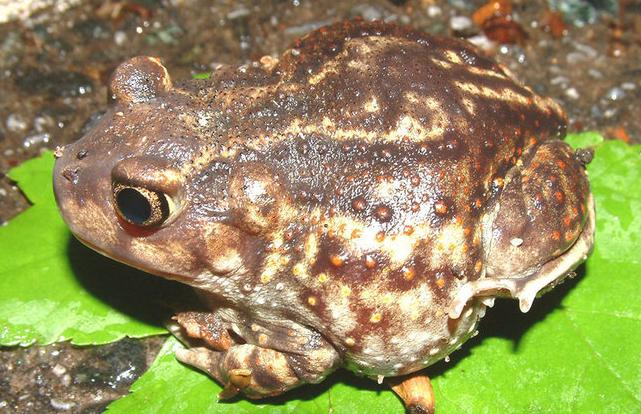
Scaphiopus holbrookii